# بيرناردسويلير
بيرناردسويلير (بالفرنسية: Bernardswiller)‏ هي بلدية فرنسية تقع في إقليم الراين الأسفل من منطقة ألزاس في شمال شرق فرنسا. تبلغ مساحة هذه المدينة 5.53 (كم²)، يبلغ عدد سكانها 1421 نسمة حسب إحصاء المعهد الوطني للإحصاء والدراسات الاقتصادية سنة 2009 م. وترأس Raymond Klein البلدية خلال فترة (2008 - 2014).

## وصلات خارجية
- صفحة البلدية على موقع المعهد الوطني للإحصاء والدراسات الاقتصادية